# Messier 78
A Messier 78 (más néven M78 vagy NGC 2068) reflexiós köd az Orion csillagképben.

## Felfedezése
Az M78-at Pierre Méchain fedezte fel 1780 elején. Charles Messier 1780. december 17-én katalogizálta.

## Megfigyelése
- Rektaszcenzió: 05h 46m 45,8s
- Deklináció: +00° 04′ 45

## Galéria
- A VISTA képe a Messier 78-ról
- A Spitzer űrtávcső felvétele